# Clermont-en-Argonne
Clermont-en-Argonne is een gemeente in het Franse departement Meuse in de regio Grand Est. De gemeente telde 1.428 inwoners op 1 januari 2022.
In 1973 werden de buurgemeenten Auzéville-en-Argonne, Jubécourt en Parois opegeheven en toegevoegd aan Clermont-en-Argonne. De gemeente maakt deel uit van het arrondissement Verdun.

## Geografie
De oppervlakte van Clermont-en-Argonne bedroeg op 1 januari 2022 66,94 vierkante kilometer; de bevolkingsdichtheid was toen 21,3 inwoners per km².
De onderstaande kaart toont de ligging van de plaatsen in de gemeente met de belangrijkste infrastructuur en aangrenzende gemeenten.

## Demografie
Onderstaande figuur toont het verloop van het inwonertal (bron: INSEE-tellingen).

## Geschiedenis
Tijdens de Franse revolutie heette de gemeente Clermont-sur-Meuse.